# والتر إس. غوركا
والتر إس. غوركا (بالإنجليزية: Walter S. Gorka)‏ هو بحار أمريكي، ولد في 1922 في Windsor Locks, Connecticut ‏ في الولايات المتحدة، وتوفي في 10 نوفمبر 1942 في المحيط الأطلسي.